# Biserica Sfânta Treime din Iași
Biserica „Sfânta Treime” din Iași este situată în cartierul Canta. Hramul bisericii, Sfânta Treime, este sărbătorit în prima zi după Rusalii.
Biserica „Sfânta Treime” din Iași a fost inclusă pe Lista monumentelor istorice din județul Iași din anul 2015, având codul de clasificare  IS-II-m-B-03765. 
Actuala biserică a început să fie construită în 1844, sfințirea având loc în 1853. Construcția s-a făcut din contribuțiile credincioșilor. În anul 1958, biserica a fost pictată în stil neobizantin de către pictorul bucureștean Ieremia Profeta.
În secolul al XIX-lea această biserică era mitoc al Bisericii Toma Cozma din apropiere, conform unei inscripții aflate într-o evanghelie din 1795.